# 한둥팡

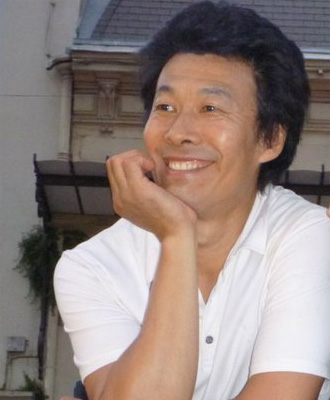
2011년의 한.

한둥팡(중국어 간체자: 韩东方, 정체자: 韓東方, 병음: Hán‧dōng‧fang: 1963년 - )은 중국의 노동운동가다.
산서성의 빈촌에서 태어났다. 북경으로 상경해 철도노동자가 되었고, 1989년 천안문 사건 당시 북경공인자치연합회(공자련)를 설립했다. 공자련은 어용노조인 중화전국총공회의 대안으로서 설립된 중공 역사상 최초의 독립노조였다. 6월 4일 시위 분쇄 이후 공자련은 해산당했고, 한은 중공 정부의 최중요 수배대상이 되었다. 한은 공안에 자수하고 재판 없이 22개월간 수감되어 있다가 옥중에서 폐결핵에 걸려 1991년 4월 석방되었다. 이후 미국에서 치료를 받은 뒤 1993년 중국에 귀국했다가 광저우에서 체포되어 홍콩으로 추방되었다.
1994년 홍콩에서 중국노공통신(CLB)을 설립했다. CLB 활동 외에도 자유아시아방송(RFA)와 정기적으로 인터뷰하면서 반중공 단파방송을 하고 있다.